# Bitoma sulcata
Bitoma sulcata là một loài bọ cánh cứng trong họ Zopheridae. Loài này được Leconte miêu tả khoa học năm 1858.